# Phiona Mutesi
Phiona Mutesi (ur. 1996 w Kampali) – ugandyjska szachistka. 
Phiona Mutesi urodziła się w Katwe, ubogiej dzielnicy Kampali. Gdy miała trzy lata zmarł jej ojciec, a wkrótce potem brat. Rozpoczęła naukę w szkole, ale po roku zrezygnowała z niej ze względów finansowych i zajęła się sprzedażą gotowanej kukurydzy na ulicach Katwe. Wraz z bratem trafiła do Sports Outreach Institute, organizacji charytatywnej, prowadzącej zajęcia sportowe dla dzieci z ubogich rodzin. Phiona Mutesi rozpoczęła tam grę w szachy pod opieką trenera Roberta Katende. Jej szybkie postępy spowodowały, że zaczęła występować w krajowych oraz międzynarodowych turniejach.
Uczestnictwo w Olimpiadzie szachowej w Chanty-Mansyjsku, w 2010 roku, zwróciło na nią uwagę mediów. Amerykański dziennikarz Tim Crothers opublikował w serwisie ESPN artykuł Game of her life poświęcony Phionie Mutesi, a potem opublikował na jej temat książkę zatytułowaną The Queen of Katwe: A Story of Life, Chess, and One Extraordinary Girl's Dream of Becoming a Grandmaster. Prawa do książki nabyła The Walt Disney Company, która w 2016 zrealizowała film zatytułowany Queen of Katwe (Królowa Katwe) w reżyserii Miry Nair. W roli Phiony Mutesi wystąpiła Madina Nalwanga. Jej matkę zagrała Lupita Nyong’o, a Roberta Katende David Oyelowo.
Phiona Mutesi ponownie podjęła naukę w szkole, w 2017 roku rozpoczęła studia na Northwest University w Kirkland (Waszyngton).